# Грязи-Орловский мотовозоремонтный завод
Грязи-Орловский мотовозоремонтный завод, филиал ОАО Российские железные дороги — промышленное предприятие России, расположенное в городе Грязи (Липецкая область).Предприятие функционировало до середины 2000 -х годов,впоследствии было закрыто.В 2023 году на территории бывшего МРЗ начинает работать завод строительных конструкций (ООО "ЗСК").

## История
Основан в 1869 году как оборотное депо Елецко-Грязинской железной дороги. В 1924 году на базе депо организована мостовая служба Юго-Восточной железной дороги, которая переименована в механический завод в 1930 году. В 1936 году механический завод переименован в стрелочный, а в 1945 году в завод «Автодеталь». В 1960 году завод получил своё нынешнее название.

## Продукция
Завод производит ремонт локомотивов, железнодорожных дрезин, автомотрис и трамвайных вагонов. На предприятии освоен выпуск оборудования и принадлежностей для подвижного состава, производство колес и колесных бандажей.